# آهو ترک‌پنچه
آهو ترک‌پنچه (به ترکی استانبولی: Ahu Türkpençe؛ زادهٔ ۲ ژانویه ۱۹۷۷) بازیگر زن اهل ترکیه است.